# Мохамед Муїззу
Мохамед Муїззу (мальд. މުހައްމަދު މުއިއްޒ (15 червня 1978 , Мале, Мальдіви )) — мальдівський політик, президент Мальдівської республіки з 17 листопада 2023 року.
Довгий час був міністром житлового будівництва і виконувачем обов'язків мера Мале, перш ніж був висунутий кандидатом від Народного національного конгресу на президентських виборах Мальдівів 2023 року, на яких він переміг чинного президента Ібрагіма Мохамеда Соліха.

## Освіта
Здобув ступінь бакалавра та магістра з будівельного проектування в Лондонському університеті, та ступінь доктора філософії з цивільного будівництва в Університеті Лідса.

## Політична кар'єра
Мохамед Муїззу розпочав свою політичну кар'єру у 2012 році, коли обійняв посаду міністра житлового будівництва та довкілля під час правління президента Вахіда як член партії Адаалат.
Згодом, після президентських виборів 2013 року, він продовжував обіймати посаду міністра в адміністрації президента Абдулли Яміна, зберігаючи свою посаду голови Міністерства житлового будівництва та навколишнього середовища, яке пізніше було реструктуровано та перейменовано на Міністерство житлового будівництва та інфраструктури під час його п'ятирічного терміна повноважень.
Муїззу здобув популярність через свою ключову участь в нагляді за кількома важливими інфраструктурними проектами, насамперед мостом Сінамале
.
Цей міст є життєво важливою сполучною ланкою, що сполучає столицю Мале з міжнародним аеропортом Велана на Хулуле і тягнеться далі до запланованого нового міста Хулхумале.
У 2013—2018 рр. під його керівництвом було успішно реалізовано багато інфраструктурних ініціатив, включаючи будівництво численних гаваней, причалів, парків, мечетей, громадських будівель, спортивних споруд та доріг.
Муїззу також відомий за впровадження сучасних технологій асфальтування вулиць Мале, відхід від традиційної бруківки та впровадження сучасних норм будівництва та технічного обслуговування, які досі (станом на 2023 рік) застосовуються на практиці
.
У 2019 році Мохамед Муіззу обійняв керівну посаду в опозиційній Прогресивній партії Мальдів (ППМ) як віце-президент партії та голови виборчого департаменту
.
У 2021 році він брав участь у виборах мера столиці та здобув перемогу, перемігши кандидата від правлячої партії.
Влітку 2023 року Мохамед Муїззу, обіймаючи посаду мера столиці Мальдів
,
заявив, що боротиметься за посаду президента країни.

## Президент
Після ув'язнення лідера опозиції Абдулли Яміна Муїззу був висунутий кандидатом у президенти Народним національним конгресом, що входить до складу опозиційної коаліції
.
Його кандидатом на посаду віце-президента є член парламенту Хусейн Мохамед Латіф.
У першому турі президентські вибори на Мальдівах 2023 року він здобув найбільшу кількість голосів, набравши 46,06 % від загальної кількості поданих голосів, і пройшов у другий тур, що відбувся 30 вересня 2023
.
У другому турі його було обрано президентом.
17 листопада 2023 він був приведений до присяги як восьмий президент Мальдівської Республіки, 5-й, обраний демократичним шляхом